# Lars Oftedal

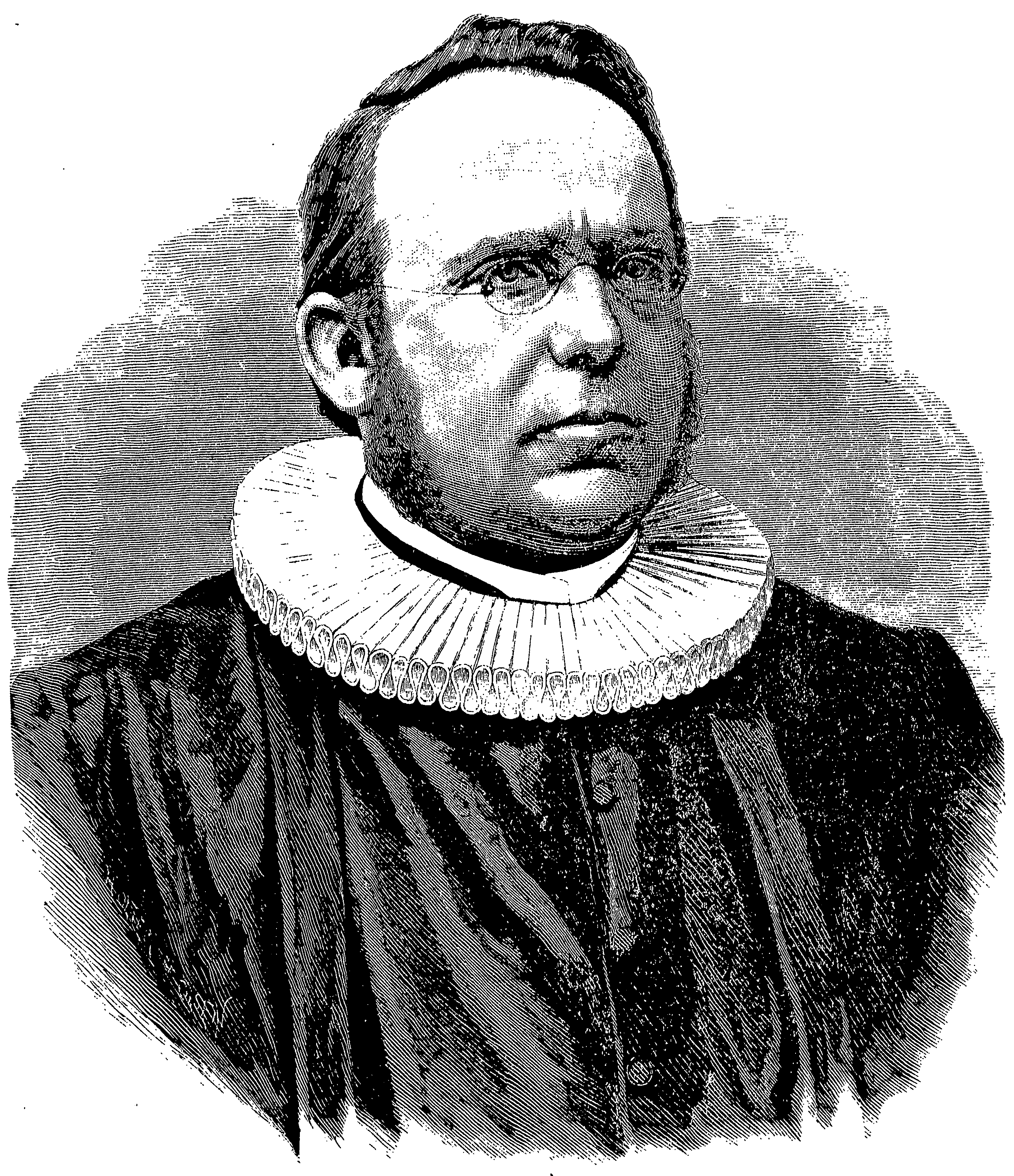
Lars Oftedal

Lars Oftedal, Lars Svendsen Oftedal, ursprünglich Oftedahl, (* 27. Dezember 1838 in Stavanger; † 2. Mai 1900 ebenda) war ein norwegischer Pfarrer, Prädikant, Journalist und Politiker. Lars Oftedal war ein umstrittener Prediger, Sozialreformer, Stortingsabgeordneter und Redakteur. Er war ein Führer der Erweckungsbewegung und Gründer des Stavanger Aftenblad. Er zeichnete sich durch eine deftige und volkstümliche Sprache in seinen Reden und Predigten aus.

## Leben
Seine Eltern waren der Lehrer und Bankkassierer Svend Oftedahl (1812–1883) und dessen Frau Gunhild Ommundsdatter Stokke (1809–1881). Am 9. Februar 1865 heiratete er Olava Mathilde Olsen (15. März 1839–16. November 1931), Tochter des Schuhmachers Christian Olsen (1806–1865) und dessen Frau Inger Kristine Knudsen. Der spätere Minister Lars Oftedal ging als Sohn aus der Ehe hervor. Seit 1897 lebte das Paar getrennt.
Er wuchs in Stavanger auf, wo sein Vater Lehrer an der Lateinschule war. In den ersten drei Lebensjahren kränkelte er, und sein Vater musste ihn dauernd tragen. Das kompensierte er später, indem er Kraft in Geist und Körper entwickelte. Nach seinem 1859 bestandenen Examen artium begann er ein Theologiestudium in Christiania. Während des Studiums arbeitete er als Hilfslehrer in Christiania und Stavanger und hatte nach eigener Aussage ein „Erweckungserlebnis“, das sein weiteres Leben bestimmte. Er hielt Bibellesungen und Erweckungsversammlungen in der Stadt und auf dem Lande. Stark geprägt war er von Professor Gisle Johnson. So meldete er sich zum Examen mit dem Schwerpunkt der Forderung Johnsons nach der orthodoxen Lehre und der pietistischen Erneuerung. Er legte seine Prüfung 1864 ab und bestand 1865 das praktisch-theologische Examen. Im gleichen Jahr heiratete er, aber die Ehe blieb unglücklich, und so trennte sich das Paar 1867 wieder.
Seine erste Stellung war Wanderprediger für die Innere Mission in Bergen. Seine Verkündigung und Seelsorge war stark gefühlsbetont. Er geriet in Konflikt mit der Geistlichkeit und der Bürgerschaft, als bekannt wurde, dass er an ein Dienstmädchen einen Brief geschrieben hatte, in dem er sie vor dem Besuch eines Balls warnte, wenn sie nicht in der Hölle landen wolle. Er wurde zum Bischof einbestellt und bewarb sich rasch auf eine andere Stelle. 1866 bis 1868 war er Seemannspfarrer in Cardiff. Auch dort war seine Verkündigung von Gericht und Tod geprägt. Er hielt die Seeleute allesamt für dem Satan verfallen. So endete seine Tätigkeit bei der Seemannsmission. 1868 war er ohne Arbeit und ohne Unterstützung des Bischofs. 1869 wirkte er dann gegen den entschiedenen Widerstand des lokalen Pfarrers in Arendals Innerer Mission. 1870 wurde er Kapellan in Agder, und die nächsten 10 Jahre war er Hilfsgeistlicher in zehn verschiedenen Pfarreien im Westen des Bistums. 1874 wurde er festangestellter Kapellan in Hetland bei Stavanger und wurde bald ein „Modepfarrer“. Zusätzlich zu seinem Dienst in seiner eigenen Gemeinde unternahm er dauernd Visiten in den Nachbargemeinden und hielt dort zum großen Ärger der dortigen Pfarrer auch Versammlungen ab.
Kein Raum war groß genug für seine Versammlungen. 1874 war sein eigenes Versammlungshaus „Bethania“ fertig und wurde bereits im folgenden Jahr auf 3000 Plätze erweitert. Außerdem wurden Schulen und ein Waisenhaus errichtet. Daran schloss sich ein landwirtschaftlicher Betrieb an, der „Emmaus“ hieß. Danach kaufte er am Stadtrand ein Grundstück und errichtete darauf eine Druckerei, eine Buchbinderei, eine Schuhmacherei, eine Flechterei und eine Tütenfabrik, in denen die Waisenhauskinder Arbeit bekamen. 1887 erwarb er die Insel Lindøy im Stavangerfjord, wo er eine Erziehungsanstalt für verwahrloste Kinder aus dem ganzen Land errichtete. In der Erwachsenenschule unterrichtete er 1200 Schüler, die meisten Frauen aus den unteren Gesellschaftsschichten. Bald stand er geradezu einem Wohltätigkeitskonzern vor, und Tausende der unteren Schichten wurden zur Mithilfe angeregt. Hinzu kamen reichliche Spenden und Vermächtnisse. Er legte zwar nie Rechenschaft über die Mittelverwendung ab, aber seine Uneigennützigkeit war unbestritten. Knut Hamsun schrieb in seiner Arbeit über Oftedal, dass selbst die schärfsten Gegner seinem Arbeitseifer und seiner Ausdauer Respekt zollten und dass er alle Menschen ohne Ansehen der Person gleich behandelte.
1875 besuchte Oftedal seinen Bruder Sven in Amerika und hielt über 60 Versammlungen im Mittleren Westen ab. Angeregt durch die amerikanischen Freiheitsideale wurde er zu weiterem äußersten Einsatz angespornt, insbesondere auch in der Politik. Er trat der „Venstre“ bei und trat für den Parlamentarismus zu einer Zeit ein, als die Geistlichkeit des Østlandet das für einen Wahn hielten. Sein Sprachrohr war Vestlandsposten, dessen Herausgeber und Redakteur er 1878 bis 1891 war. Seine Kombination der Politik der „Venstre“ mit der Laienpredigerbewegung prägte Sør-Vestlandet, und die so genannten „Oftedølene“ (Pfingstler) stellten den Kern der moderaten „Venstre“.
Oftedal wurde 1880 Kapellan und 1885 Pfarrer in der Gemeinde St. Petri in Stavanger. Er saß von 1877 bis 1891 im Stadtparlament von Stavanger und von 1885 bis 1889 im Magistrat. Von 1883 bis 1885 war er Abgeordneter des Stortings. Dort kämpfte er gegen die Dichtergage für Alexander Kielland, der ihn in einigen seiner Romane satirisch dargestellt hatte. Er setzte sich für demokratische Reformen ein. Seine von ihm gegründete Erweckungsbewegung breitete sich nach Jæren aus. Sie war geprägt von Bibellesung, Gebet, Gesang und Alkoholabstinenz. Er selbst verfasste mehrere Kirchenlieder und gab auch ein Gesangbuch heraus, das in 200.000 Exemplaren gedruckt wurde.
Sein gesellschaftlicher tiefer Fall kam 1891: Nach einer langen Zeit mit Gerüchten stellte er sich am Allerheiligentag 1891 vor seine Gemeinde und bekannte, er habe ein unsittliches Verhältnis gehabt, und lege sein Amt als Pfarrer nieder. Das wurde zum öffentlichen Skandal, und seine Gegner triumphierten. Er suchte um seine Entlassung nach und erhielt sie „in Ungnade“. Er trat auch von allen Ämtern in seinen Wohltätigkeitskonzern zurück und legte die Leitung in die Hände von zwei Stiftungen. Er, bereits zum Storting wiedergewählt, musste auch sein Mandat niederlegen. Seine Anhänger entzogen ihm aber ihr Vertrauen nicht. Er suchte sofort eine neue Wirkungsstätte mit neuem Bethaus und neuer Zeitung. Ab 1893 gab er das Stavanger Aftenblad heraus und redigierte es selbst. Er wurde 1898 auch wieder ins Stadtparlament gewählt.
1889 wurde er Ritter des St.-Olav-Ordens.

## Werke (Auswahl)
- En offentlig Efterlysning. (Eine öffentliche Suchanzeige) zusammen mit einigen Kirchenliedern. Stavanger 1869
- Basunrøst og Harpetoner (Posaunenstoß und Harfentöne). Haugesund 1870
- Til Menigheden i Soggendal. (An die Gemeinde in Soggendal) Haugesund 1872
- „Beretning om Reisen til Amerika“ (Bericht über die Reise nach Amerika)in Bibelbudet Nr. 39–44 und 49–52. 1874–1875
- En Samtale mellem Kristen og Ukyndig om Metodismen (Ein Gespräch zwischen Christen und einem, der von Methodisten nichts weiß). Stavanger 1875
- Bethanias Kirkelige Kalender (Bethanias kirchlicher Kalender), Stavanger 1878
- Vor Frelsers Jesu Kristi Lidelse. Atten Betragtninger (Das leiden unseres Erlösers Jesus Christus. Achtzehn Betrachtungen). Stavanger 1881
- Besvarelse af Pastor Klavenes’s aabne Brev til 'Vestlandspostens’ Udgiver (Erwiderung auf Pastor Klavenes offenen Brief an den Herausgeber der Vestlandsposten). Stavanger 1882
- Prædikener, Taler og Betragtninger (Predigten, Reden und Betrachtungen). Stavanger 1885
- Übersetzung von Minucius Felix: Octavius. Et forsvarskrift for Christendommen (Menucius Felix: Octavius. Eine Verteidigungsschrift für das Christentum), 1885
- Botnegutten og Kvildalsjenten (Jungen aus Botne und Mädchen aus Kvildal). Stavanger 1888
- Forlovelse (Verlobung). Erzählung, Stavanger 1888
- Sypigen og hendes Datter (Die Näherin und ihre Tochter). Erzählung, Stavanger 1889
- Übersetzung: Basilius den store: Udvalgte Taler og Breve (Basilius der Große. Ausgewählte Reden und Briefe). 1890
- Blade af min Dagbog (Blätter aus meinem Tagebuch). Stavanger 1892
- Hilsen til Guds børn tillige med nogle nye sange (Gruß an die Gotteskinder mit einigen neuen Liedern). Stavanger 1892
- Morgendug, husandagtsbog med skriftsteder, betragtninger og salmevers til hver dag i aaret (Morgentau, Hausandachtsbuch mit Schriftstellen, Betrachtungen und Psalmversen für jeden Tag des Jahres). Stavanger 1893